# Eudectus
Eudectus (лат.) — род жуков-стафилинид из подсемейства Omaliinae. Известно восемь видов.
Виды этого рода встречаются в Европе, на Дальнем Востоке (Курильские острова), в Южной Корее и в Японии.

## Описание
Обитают под корой деревьев и мхом. Переднеспинка шестиугольная, её бока образуют сильно выступающие углы. Голова гораздо уже переднеспинки. Переднеспинка плоская, поперечная. Темя с 2 простыми глазками.

## Систематика
Род включает восемь видов:
- Eudectus altaiensis Zerche, 1990[6]
- Eudectus asanoi Hayashi, 2019[5]
- Eudectus crassicornis LeConte, 1884
- Eudectus giraudi Redtenbacher, 1857
- Eudectus japonicus Zerche, 1990[6]
- Eudectus reductus Zerche, 1993[7]
- Eudectus rufulus Weise, 1877[8]
- Eudectus whitei Sharp, 1871